# Siljans Järnväg
Borlänge–Siljans Järnväg (BSJ), var en normalspårig 37 kilometer lång enskild järnväg i Dalarna som sträckte sig från Borlänge till Insjön, ägt och trafikikerat av bolaget Siljans Jernvägsaktiebolag Järnvägslinjen räknas numera som en del av Dalabanan.
Banan erhöll koncession 1882, 1 september 1882 fastställdes bolagsordningen för järnvägsbolaget. En preliminär utstakning av järnvägen hade gjorts redan 1876 av Bergslagernas Järnvägar då de planerade en förlängning av sin bana, och denna användes delvis, även om man drog den en annan sträckning över Tjärna by på väg in mot Borlänge station. Förberedelser för bygget startade redan i december 1882 och i april 1883 kom bygget igång med full fart med 175 arbetare. Under sommaren ökade arbetsstyrkan och var i augusti och september uppe i 600 man. Arbetet gick bra och redan på hösten 1883 kunde banan öppnas för trafik Borlänge − Lännheden. Arbetet kunde fortsätta under vintern 1883/1884 och snart stod det klart att banan skulle kunna invigas långt tidigare än planerat. 16 september 1884 nådde rälsläggningen Insjön, då var bron vid Duvnäs ännu inte helt klar, men i samband med invigningen där Oscar II närvarade 26 september kunde en provtur företas hela vägen från Borlänge till Insjön. Banan öppnades för allmän trafik 15 november 1884.
Koncession beviljades 1899 även för sträckan Knippboheden − Rättvik, men denna fick förfalla. Siljans Järnvägsaktiebolag köptes av Södra Dalarnes Järnväg (SDJ) 1912, likviderades 1913 och ingick därefter i denna bana (som öppnade banan Knippboheden – Rättvik för allmän trafik 1914).